# Mario Gianni
Mario Gianni (all'anagrafe Mario Domenico Vittorio Augusto Gianni) (Genova, 19 novembre 1902 – Milano, 13 luglio 1967) è stato un calciatore e allenatore di calcio italiano, di ruolo portiere.

## Caratteristiche tecniche
Era soprannominato Gatto Magico per le sue doti acrobatiche.

## Carriera

### Calciatore

#### Club
Ha militato nel Pisa anche nella stagione 1920-21 in cui i pisani persero la finale Scudetto contro la Pro Vercelli. In totale con la maglia del Pisa disputò 57 partite.
Ha poi legato la sua carriera alla maglia del Bologna, con cui ha disputato 342 partite di campionato (201 nella Serie A a girone unico) vincendo tre scudetti, piazzandosi al decimo posto (primo tra i portieri) fra i rossoblù di tutti i tempi per numero di presenze; ha inoltre detenuto, per circa 70 anni, il record di presenze consecutive in campionato con il Bologna (172, disputate tra il 1931 e il 1936), prima di essere scavalcato da Gianluca Pagliuca (che toccherà quota 226).

#### Nazionale
Venne chiamato sei volte in nazionale, in un periodo in cui aveva la concorrenza di Gianpiero Combi, Giovanni De Prà, Carlo Ceresoli e Giuseppe Cavanna. Arrivò secondo nel 1932 nella Coppa Internazionale.
Giocò anche in nazionale B, nella prima partita della rappresentativa, terminata con la vittoria a Esch-sur-Alzette del 17 aprile 1927 sul Lussemburgo per 5-1.

### Allenatore
Terminata l'esperienza al Bologna, Gianni guidò il Budrio, nel duplice ruolo di allenatore-giocatore, vincendo il girone unico emiliano della Prima Divisione 1937-1938 e ottenendo la promozione in Serie C. 
Quando il club confluì nel Molinella per poter disputare la Serie C, ne divenne l'allenatore, conquistando una promozione in Serie B nella stagione 1938-1939. Allenò inoltre il Prato, l'Amatori Bologna, l'Imola e la Carrarese.

## Statistiche

### Cronologia presenze e reti in nazionale
| Cronologia completa delle presenze e delle reti in nazionale ― Italia | Cronologia completa delle presenze e delle reti in nazionale ― Italia | Cronologia completa delle presenze e delle reti in nazionale ― Italia | Cronologia completa delle presenze e delle reti in nazionale ― Italia | Cronologia completa delle presenze e delle reti in nazionale ― Italia | Cronologia completa delle presenze e delle reti in nazionale ― Italia | Cronologia completa delle presenze e delle reti in nazionale ― Italia | Cronologia completa delle presenze e delle reti in nazionale ― Italia |
| Data                                                                  | Città                                                                 | In casa                                                               | Risultato                                                             | Ospiti                                                                | Competizione                                                          | Reti                                                                  | Note                                                                  |
| --------------------------------------------------------------------- | --------------------------------------------------------------------- | --------------------------------------------------------------------- | --------------------------------------------------------------------- | --------------------------------------------------------------------- | --------------------------------------------------------------------- | --------------------------------------------------------------------- | --------------------------------------------------------------------- |
| 29-5-1927                                                             | Bologna                                                               | Italia                                                                | 2 – 0                                                                 | Spagna                                                                | Amichevole                                                            | -                                                                     |                                                                       |
| 15-4-1928                                                             | Porto                                                                 | Portogallo                                                            | 4 – 1                                                                 | Italia                                                                | Amichevole                                                            | -                                                                     |                                                                       |
| 28-10-1932                                                            | Praga                                                                 | Cecoslovacchia                                                        | 2 – 1                                                                 | Italia                                                                | Coppa Internazionale                                                  | -                                                                     |                                                                       |
| 27-11-1932                                                            | Milano                                                                | Italia                                                                | 4 – 2                                                                 | Ungheria                                                              | Amichevole                                                            | -                                                                     | Cap.                                                                  |
| 1-1-1933                                                              | Bologna                                                               | Italia                                                                | 3 – 1                                                                 | Germania                                                              | Amichevole                                                            | -                                                                     |                                                                       |
| 12-2-1933                                                             | Bruxelles                                                             | Belgio                                                                | 2 – 3                                                                 | Italia                                                                | Amichevole                                                            | -                                                                     |                                                                       |
| Totale                                                                |                                                                       | Presenze                                                              | 6                                                                     |                                                                       | Reti                                                                  | 0                                                                     |                                                                       |

### Record
- Portiere col maggior numero di presenze nella storia del Bologna: 363.[4]

## Palmarès

### Giocatore

#### Competizioni nazionali
- Campionato italiano: 3

Bologna: 1924-1925, 1928-1929, 1935-1936

#### Competizioni internazionali
- Coppa dell'Europa Centrale: 2

Bologna: 1932, 1934

### Allenatore
- Campionato italiano Serie C: 2

Molinella: 1938-1939
Carrarese: 1942-1943